# Anita Voigt
Anita Voigt (* 1961 in Dresden) ist eine deutsche Malerin und Grafikerin.

## Leben
Anita Voigt studierte ab 1979 Kunsterziehung und Germanistik an der Pädagogischen Hochschule Dresden. 1984 arbeitete sie als Galeristin in der Stadtgalerie Radebeul, bevor sie 1985 ein Studium der Malerei/Grafik an der Hochschule für Bildende Künste Dresden (HfBK) begann. Anschließend wurde sie dort Meisterschülerin bei Claus Weidensdorfer.
Seit 1995 arbeitet Anita Voigt freischaffend in Dresden.

## Ausstellungen (Auswahl)
- 1996: 3. Dresdner Förderwerkstatt Druckgrafik; Ausstellung der Arbeitsergebnisse; Leonhardi-Museum, Dresden
- 2000: Galerie am Markt Weimar
- 2000: Art zu Reisen, Sommergalerie Frauenstein
- 2002: Galerie im Regierungspräsidium Dresden[1]
- 2003: Goethe-Institut, Alliance Francaise, Atlanta, USA
- 2005: Galerie art gluchowe, Glauchau
- 2006: 5. Internationales Symposium Lithografie, Tidaholm/Schweden
- 2007: Tidaholm – Dresden. A Swedish-German artists exange. Tidaholm
- 2008: Galerie „Design“, Wrocław
- 2008: 100 ausgewählte sächsische Grafiken (Beteiligung), Neue Sächsische Galerie, Chemnitz
- 2009: 2. Art Salon, Dresden[2]
- 2009: „Zwiegespräch II“ (Beteiligung), Neuer Sächsischer Kunstverein, Dresden

## Kataloge
- Ausstellung Ergebnisse der 3. Dresdner Förderwerkstatt Druckgrafik. Hrsg.: Stadtverwaltung Dresden, Dezernat für Kultur und Tourismus, Kulturamt. Redaktion: Bärbel Kuntsche. 4 Blatt, 1996.
- Grafikwerkstatt Dresden (Hrsg.): Tidaholm – Dresden. A Swedish-German artists exchange; Leonore Adler – Anita Voigt-Hertrampf. Grafikwerstatt Dresden/Litografiska verkstaden, Tidaholm 2007.

## Bücher
- Enna und Hilde feiern Ostern, Verlag SchumacherGebler, Dresden, 2013, ISBN 978-3941209251.